# Аварии и теракты в Московском метрополитене

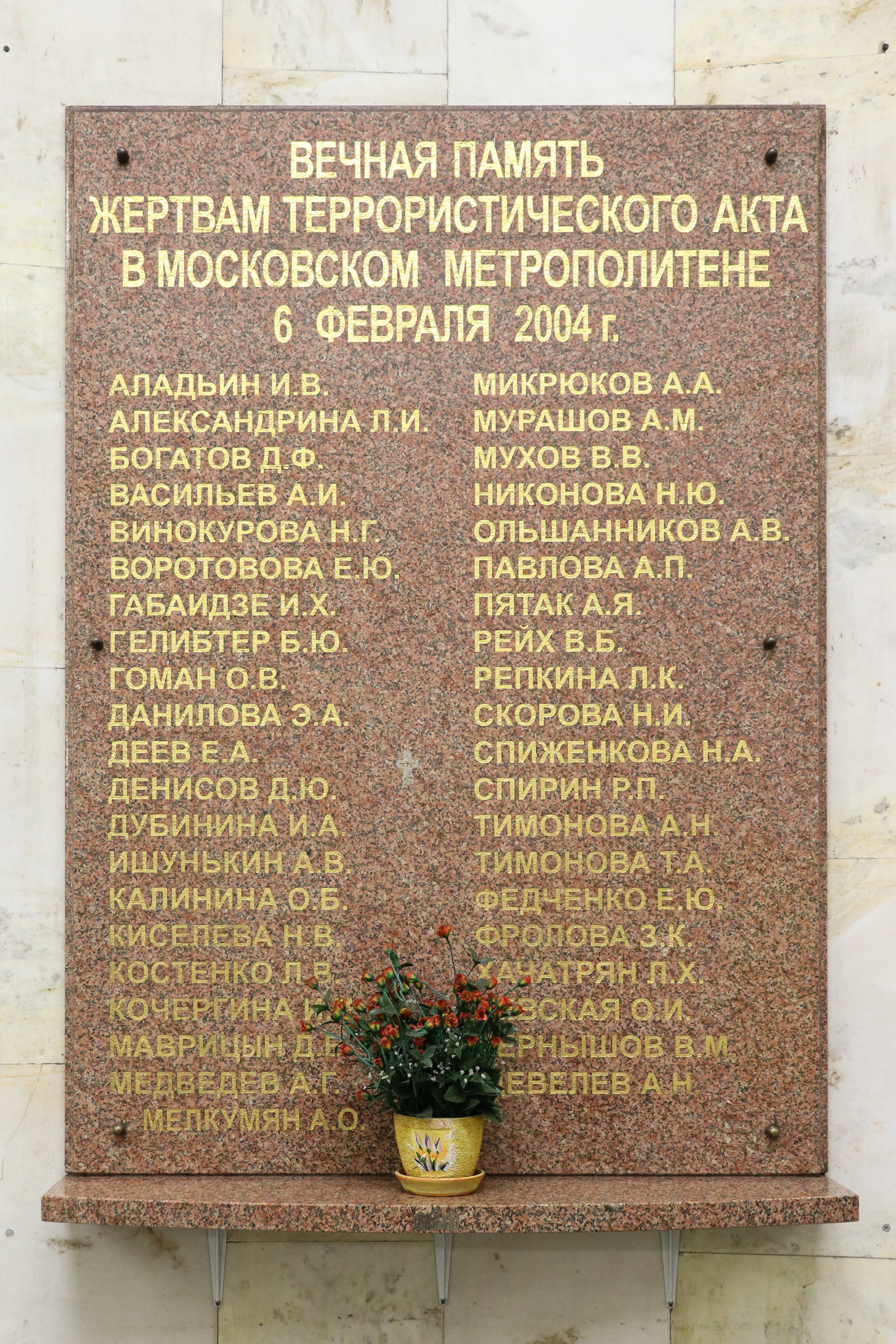
Мемориальная доска жертвам теракта на станции «Автозаводская».

По мнению Дмитрия Гаева, являвшегося начальником ГУП «Московский метрополитен» с 1995 по 2011 год, Московский метрополитен является одной из самых надёжных систем, однако в его истории также случались аварии и теракты.
Крупнейшая катастрофа за всю историю Московского метрополитена и историю метрополитенов России произошла 15 июля 2014 года.

## Советский период. Аварии

### Нештатная ситуация при строительстве Кольцевой линии
В 1953 году при проходке тоннеля между станциями Парк Культуры и Киевская под фабрикой «Красная Роза» была выявлена проблема, связанная с наличием в этом месте карстовых грунтов.
Это было реальной угрозой разрушения корпусов предприятия.
Решением нештатной ситуации занимались срочно прибывший на место главный инженер метростроя генерал-майор Н. Д. Данелия и, позже, председатель совета министров А. Н. Косыгин.

### Пожар на станции «Площадь Революции»
20 октября 1974 года на станции «Площадь Революции» произошёл пожар (в ряде источников утверждается, что был взрыв). Обошлось без жертв, но немало пассажиров попали в больницы с травмами и отравлением продуктами сгорания. По воспоминаниям диспетчера Арбатско-Покровской линии, имела место авария при проведении сварочных работ.

### Первый теракт
Первый теракт в истории Московского метрополитена произошёл 8 января 1977 года (в тот день в Москве почти одновременно произошли три взрыва). Этот инцидент произошёл в 17:33: в поезде метро между станциями «Измайловская» и «Первомайская» прогремел взрыв, в результате чего семь человек погибли и ещё тридцать семь получили ранения различной степени тяжести. Повреждённый состав был отбуксирован на близлежащую станцию «Первомайская», которая была закрыта для пассажиров, и поезда на ней не останавливались. Некоторое время спустя в Москве произошли ещё два взрыва: один — в гастрономе на улице Дзержинского (ныне супермаркет «Азбука вкуса» на Большой Лубянке), второй на улице 25 Октября (современное название — Никольская).
Информация о терактах появилась только спустя два дня и была относительно скупой, это привело к множеству слухов и домыслов. Спустя несколько месяцев по обвинению в организации взрывов были арестованы Затикян (организатор взрыва), Степанян и Багдасарян (непосредственные исполнители). Суд над ними был закрытым, о его дате и месте не были извещены даже ближайшие родственники обвиняемых (которых вызвали в Москву и сообщили об уже вынесенном приговоре — расстрел). В официальном сообщении после суда не были опубликованы детали (место и время суда, фамилии двух из трёх обвиняемых). Затикян свою вину отрицал. Степанян частично признал свою вину, но отрицал участие Затикяна. Багдасарян признал всё. По мнению некоторых советских правозащитников, проведение суда в тайном режиме и беспрецедентная для 1970-х годов спешка с приведением смертного приговора в исполнение (через 3 дня после решения суда) связана с полной фальсификацией дела органами КГБ. По состоянию на август 2007 года материалы уголовного дела о взрыве в метро в 1977 остаются секретными.

### Сход с рельсов состава из вагонов Еж3/Ем-508Т на перегоне «Автозаводская» — «Коломенская» (1979 год)
На Горьковско-Замоскворецкой линии 15 апреля 1979 года произошёл сход поезда на перегоне между станциями «Автозаводская» и «Коломенская», в тоннеле перед выходом на поверхность. Из-за нарушения верхнего габарита положения порога спецсооружения над уровнем головок ходовых рельсов вагон задел своим редуктором мощную конструкцию пути. Пять вагонов сошли с рельсов и с тележек, и кузова упали на путь. Последствия схода устраняли почти сутки. Жертв не было, но многие пассажиры получили ушибы. Этот случай заставил метрополитен разработать специальное устройство для контроля габарита вагона по нижней кромке (точке) корпуса редуктора (УКГ). Этими устройствами оборудовали все линии. Причины аварии рассматривала специальная научно-техническая комиссия. Она установила, что при разработке габарита вагона типа «Е» (нижних его точек) не были учтены все особенности конструкции этого типа вагонов, особенно уменьшение диаметра колёс и высоты буксового штыря.
Авария на станции «Автозаводская» ускорила оснащение ПВС депо немецким спецавтомобилем «УНИМОГ», а также переоборудование техкабинета с пультом для аварийных игр локомотивных бригад. Всё оборудование вагона типа «Е» было действующим и работающим в штатном режиме.

### Пожар на перегоне «Третьяковская» — «Октябрьская» (1981 год)
12 июня 1981 года на перегоне Третьяковская — Октябрьская возник пожар в деревянном ящике с аккумуляторными батареями под вагоном. Сгорели четыре вагона. Пострадали несколько пожарных, отравившись продуктами горения. Жертв не было. По другим данным, погибли минимум 7 человек. Причина — неисправность аккумулятора.

### Пожар на строительстве перегонного тоннеля (1982 год)
В 1982 году во время строительства перегонного тоннеля щитовым способом на участке трассы, где раньше находилась автозаправочная станция, произошёл пожар. Загорелся нефтенасыщенный грунт, поступивший из забоя.

### Пожар в подземной пневматической мастерской (1982 год)
В помещении подземной пневматической мастерской в результате «грубого нарушения в эксплуатации электромеханического хозяйства» возник пожар.

### Авария эскалатора на «Авиамоторной» (1982 год)

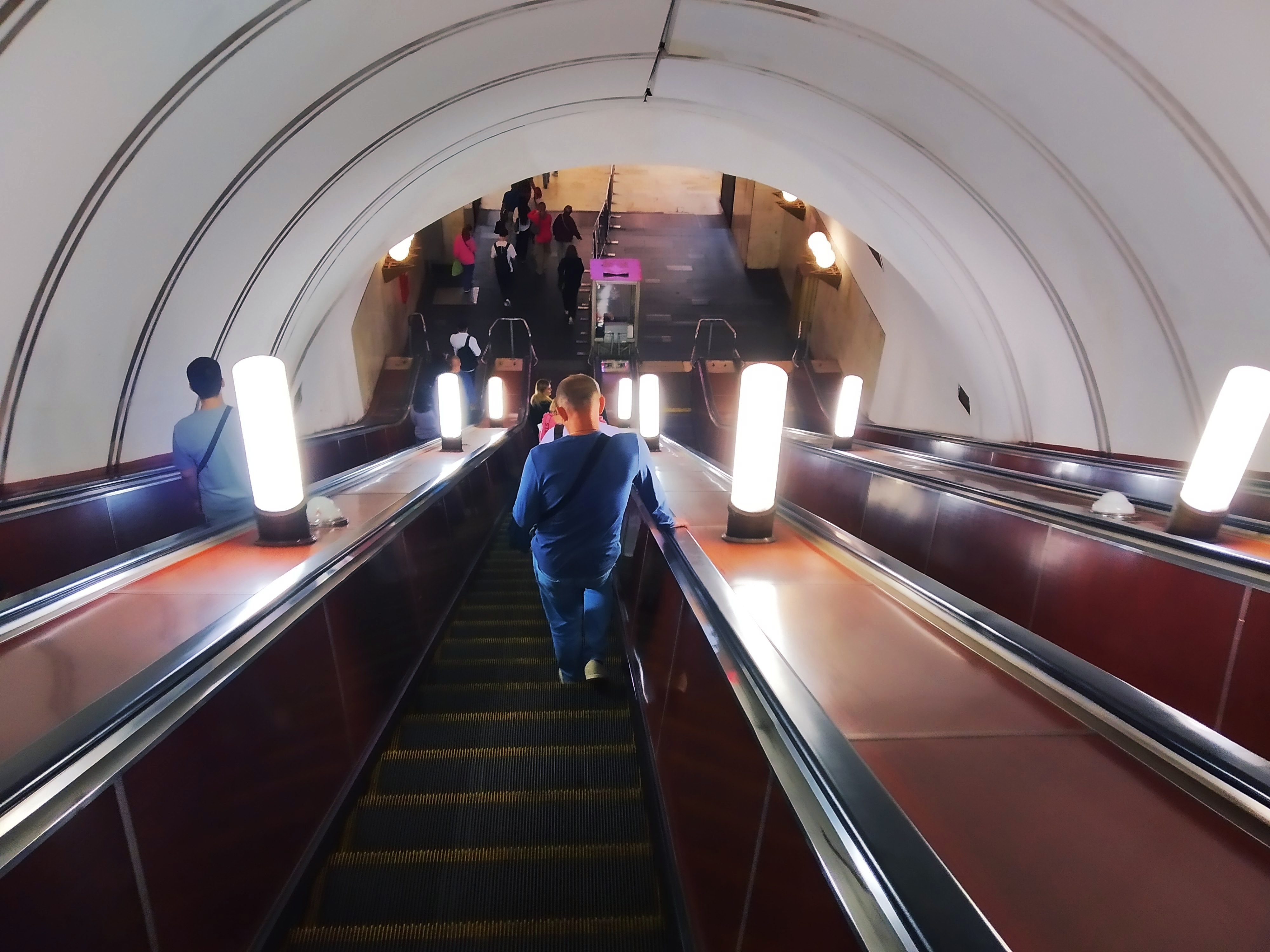
Эскалаторы на Авиамоторной

Второй по счёту инцидент с человеческими жертвами в Московском метро произошёл 17 февраля 1982 года на станции «Авиамоторная» в результате поломки эскалатора, вызванной конструктивными недоработками и неправильным обслуживанием.
Примерно в 16:30 из-за увеличения загруженности станции эскалатор № 4 был включён на спуск. Около 17 часов лестничное полотно эскалатора неожиданно стало ускоряться и всего за несколько секунд развило скорость, в 2 — 2,4 раза превосходящую номинальную. Люди, находящиеся на эскалаторе, не могли удержаться на ногах и падали, скатываясь вниз и загораживая собою выход с нижней площадки. Некоторые, спасаясь от падения, выпрыгивали на балюстрады эскалатора. Менее чем за две минуты почти все пассажиры эскалатора — около 100 человек — скатились вниз. В 17:10 вход номер 5 на станцию был ограничен, в 17:35 перекрыт, в 17:45 Московский метрополитен закрыл эскалатор номер 4.
Московские власти предпочли скрыть масштабы произошедшего, в СМИ не было практически никакой информации об аварии. В результате город оказался наводнён слухами. В частности, широко распространилась версия о том, что основное число погибших — это пассажиры, провалившиеся «под эскалаторы» и затянутые в механизмы.

В 1982 году летом на Авиамоторной в час пик порвалась цепь эскалатора, люди падали в моторный приямок в приводные шестерни. Мне об этом на следующий день рассказал рецензент моего дипломного проекта, который попал на станцию 10 минут спустя и видел кровь и людей с отрезанными ногами… По тогдашней советской традиции об этой истории не писали, а сейчас там нет никаких мемориальных досок… Не знаю, может, это городская легенда?

Пластиковая обшивка балюстрады действительно была неспособна выдержать вес выпрыгнувших на неё людей, и люди действительно проваливались сквозь неё, однако никаких механизмов под балюстрадой нет — люди лишь получали ушибы от падения на бетонное основание эскалаторного туннеля с двухметровой высоты. Многие скончались в результате давки на нижней площадке эскалатора.
Точное количество жертв — 8 погибших и 30 раненых — было оглашено только 9 месяцев спустя, на заседании Верховного Суда РСФСР.
В результате расследования выяснилось, что в декабре 1981 года на четырёх эскалаторах станции «Авиамоторная» были установлены рабочие тормоза новой системы, требующие настройки по новой специально разработанной инструкции. Однако мастер по эксплуатации эскалаторов станции В. П. Загвоздкин продолжал настраивать тормоза по старой привычной схеме, пренебрегая новой инструкцией. Таким образом, в течение трёх месяцев, с момента установки тормозных систем по день катастрофы, все четыре эскалатора станции эксплуатировались в аварийном режиме.
Непосредственной причиной аварии стал излом ступени № 96. Повреждённая ступень при прохождении нижней площадки эскалатора вызвала разрушение гребёнки, сработала защита и отключился электродвигатель. Включившийся электромагнитный рабочий тормоз смог развить необходимый тормозной момент гораздо позже установленного значения — тормозной путь составил более 11 метров. Механический же аварийный тормоз не сработал, так как скорость полотна не достигла порогового значения, а электрической схемы контроля состояния рабочего тормоза в эскалаторах этой серии попросту не было.
Трагический опыт был учтен. С 12 по 28 мая 1982 года станция «Авиамоторная» была закрыта на ремонт и модифицирование эскалаторов. В дальнейшем, срочно, но без закрытия станций, были модифицированы все эскалаторы серии ЭТ на остальных станциях метрополитена — произведено усиление ступеней, модернизация тормозов, толщина листов облицовки балюстрад была увеличена с 3 до 8—10 мм.

### Повреждение обделки тоннеля (1983 год)
В 1983 году при сооружении натяжной камеры станции, которая строилась над действующими тоннелями метрополитена, были нарушены требования техники безопасности при производстве буровзрывных работ вблизи действующих подземных сооружений. В результате была повреждена обделка действующего тоннеля.

### Обвал породы (1986 год)
В 1986 году во время сооружения пересадочного узла был нарушен проект. В результате при проходке фурнели снизу вверх произошёл вывал породы.

### Пожар в поезде на станции «Павелецкая»
20 апреля 1987 года около восьми часов вечера в хвостовом вагоне поезда, следовавшего в сторону центра по перегону между станциями «Автозаводская» и «Павелецкая», произошёл пожар.
Причиной возгорания явилось короткое замыкание в силовой электрической схеме вагона.
Сильно обгорели несколько хвостовых вагонов поезда. На станции сильно пострадала облицовка южной части, построенной в 1943 году. Потребовалась значительная реконструкция, поэтому теперь самая старая часть станции выглядит более современной, нежели основная колонная часть, открытая при реконструкции 1953 года.
После этого случая началась разработка автоматической системы пожаротушения для вагонов Московского метрополитена. К 1994 году коренная противопожарная модернизация подвижного состава метрополитена с установкой системы автоматического пожаротушения «Игла» была полностью завершена.

### Случаи загазованности (1989 год)
В 1989 году при строительстве метро произошли сразу два случая загазованности. В одном случае из-за нарушения режима проветривания при проходке фурнели в забое снизилось содержание кислорода в атмосфере. Во втором случае при выполнении работ по искусственному замораживанию грунтов произошла утечка жидкого азота в траншею, где находились люди.

## После 1991 года. Аварии. Продолжение

### Пожар наСерпуховско-Тимирязевскойлинии (1994 год)
17 января 1994 года при выходе на линию поезда из электродепо «Владыкино» загорелся последний вагон. Состав остановился в рампе. В соответствии с действовавшими тогда инструкциями, большую часть состава оставили стоять в тоннеле, а два вагона — на парковых путях электродепо, хотя была техническая возможность вывести состав из тоннеля и обеспечить благоприятные условия для его тушения. Ликвидация пожара в тоннеле была чрезвычайно сложной. Некоторые пожарные пострадали из-за сильного воздействия высоких температур и токсичных продуктов горения, сгорели четыре вагона.

### Серия аварий наСерпуховско-Тимирязевскойлинии в 1994 году
В течение четырнадцати с половиной часов на разных перегонах линии произошло три аварии. 20 человек получили увечья, 9 из них были госпитализированы.
Первая авария произошла в среду 30 марта 1994 года в 18:48 на перегоне «Нагорная» — «Нахимовский проспект». Состав, двигавшийся из центра, догнал впереди идущий поезд, который тормозил перед прибытием на станцию, и врезался в него. 31 марта во время манёвров, в 5:30, один из составов пропускался не по тому пути, вследствие чего столкнулся с другим составом. В результате  столкновения три вагона сошли с рельсов и загородили тоннель, их пришлось разрезать автогеном. В 9:14 того же дня, когда один из поездов прибыл на станцию «Петровско-Разумовская», но ещё не успел открыть двери, в него врезался состав, идущий следом. Последний вагон сошёл с рельсов, началось задымление. Среди пассажиров началась паника, возникла давка. Серьёзно пострадали три пассажира и машинист второго поезда — его госпитализировали с черепно-мозговой травмой.

### Возгорания вагонов (1995 год)
Весной 1995 года из-за неисправности загорелась ходовая часть вагона в перегонном тоннеле. Осенью того же года из-за неисправности электросистемы загорелся поезд на станции.

### Инцидент в депо «Владыкино»
В 1996 году машинист Валерий Корнилов из депо «Владыкино» уснул при управлении поездом. Неуправляемый поезд пробил стену депо и выехал на улицу. При разбирательстве ЧП пытались обвинить машиниста в том, что он был пьян. Однако причиной инцидента являлось то, что один машинист выполняет работу за нескольких человек, и график работы, при котором машинисты не высыпаются.

### Возгорание поезда (1996 год)
В феврале 1996 года из-за неисправности электросистемы загорелся поезд на станции.

### Задымление тоннеля и станций (1996 год)
В марте 1996 года из-за короткого замыкания на перегоне загорелся силовой кабель, в результате произошло задымление тоннеля и станций.

### Теракт в 1996 году
Второй теракт в истории московского метро произошёл поздним вечером 11 июня 1996 года. В поезде между станциями «Тульская» и «Нагатинская» взорвалось самодельное взрывное устройство, четыре человека погибли, четырнадцать получили различные ранения. От взрыва один вагон был разрушен, другие повреждены. Пассажирам пришлось пешком добираться до ближайшей станции. Взрывное устройство фугасного типа, эквивалентное по мощности одному килограмму тротила, было заложено под сиденье вагона, где находилось техническое оборудование состава.
7 декабря 1997 года были задержаны двое подозреваемых в совершении теракта, имена которых не разглашались. По данным, которые приводит «Экспресс-газета», ответственность на себя взяли чеченские террористы, однако другие источники не подтверждают эти сведения. Самые известные из полевых командиров чеченских сепаратистов того времени — Шамиль Басаев и Салман Радуев — не делали заявлений, что имеют отношение к этому теракту. По состоянию на 2001 год уголовное дело не было раскрыто.

### Теракт 1 января 1998 года
1 января 1998 года произошёл взрыв в вестибюле станции «Третьяковская». Ранены три человека. Мощность безоболочного взрывного устройства составляла 150 граммов тротила. Сменный машинист метропоезда, переходя по пешеходному мостику с одного состава на другой на «Третьяковской», обнаружил около ворот, которыми на ночь закрывается вход на станцию, небольшую сумочку, похожую на визитницу или косметичку. Открыв её, машинист увидел батарейки и провода. Он немедленно отнёс находку дежурной по перрону, после чего сел в состав и уехал по маршруту. Дежурная, положив сумочку на металлический ящик с огнетушителем на дальней части перрона, которая отгорожена от пассажирского зала, позвонила в милицию. В этот момент прозвучал взрыв. В результате взрыва были разбиты стекла кабинки дежурной, сама сотрудница метрополитена ранена осколками, а находившиеся рядом две уборщицы станции получили лёгкие травмы и нервный шок.

### Взрыв в 2000 году
8 августа 2000 года приблизительно в 18:00 в подземном переходе под Пушкинской площадью сработало взрывное устройство. Погибли 13 человек, 118 получили ранения.

### Размывы на перегоне «Царицыно» — «Кантемировская»
Перегон между станциями «Царицыно» (до 1990 года «Ленино») и «Кантемировская» является проблемным с самого момента ввода в эксплуатацию.
Новый участок Замоскворецкой линии «Каширская» — «Орехово» был открыт 30 декабря 1984 года, но уже на следующий день его вновь пришлось закрыть из-за нарушения гидроизоляции тоннеля на перегоне «Ленино» — «Орехово» и затопления пути. Восстановительные работы продлились более месяца — до 9 февраля 1985 года. Были проведены работы по усилению гидроизоляции и химическому закреплению сильно обводнённых грунтов.
В январе 2001 года под воздействием внешнего давления воды и грунтов конструкции тоннеля оказались повреждены, после чего работы по усилению тюбинговой обделки и «заморозке» грунтов стали проводиться регулярно, в ночное время, без остановки движения поездов. Скорость движения на перегоне была ограничена до 35 км/ч.
Несмотря на принятые меры, с 1 апреля 2001 года проблема грунтовых вод значительно обострилась — для проведения аварийных мероприятий работу участка «Каширская» — «Красногвардейская» прекращали на час раньше. 10 апреля 2001 года произошёл сильный выброс плывуна, в результате чего с 9:00 до 11:00 движение по I пути участка «Орехово» — «Каширская» было полностью остановлено — поезда работали по челночной схеме по II пути. С 11:00 движение было восстановлено с ограничением скорости, в 15:00 вновь прерывалось на полчаса, с 15:30 — восстановлено окончательно с ограничением скорости до 25 км/ч.
С середины 2003 года на перегоне производилось постоянное водоподавление с использованием акриловых и полиуретановых материалов. В ночь с 14 на 15 ноября 2003 года, во время бурения скважины из тоннеля для закачки водоподавляющих материалов в грунт, произошёл выброс плывуна, а при его подавлении — интенсивный вынос песка через дефекты железобетонной обделки тоннеля. В результате аварийно-восстановительных работ к 5:30 плывун был заглушен, и работа Замоскворецкой линии началась по графику.
Однако воздействие проходящих поездов привело к открытию новых точек поступления плывуна в тоннель, и в 6:40 15 ноября 2003 года движение на участке было полностью остановлено. На время восстановительных работ, силами Мосгортранса и Московской железной дороги были организованы компенсирующие маршруты наземного транспорта. Аварийные работы были в основном закончены к 23:30 того же дня, была проведена обкатка участка поездами без пассажиров. Пассажирское движение на участке было открыто с утра 16 ноября.
В последующие годы на участке проводится замена несущей обделки тоннеля и постоянные работы по водопонижению и нагнетанию связывающих растворов в грунт.
На перегоне «Царицыно» — «Орехово» до весны 2014 года было постоянно включено тоннельное освещение и действовало ограничение скорости до 25 км/ч. На перегоне Кантемировская — Царицыно также установлено ограничение скорости по II пути на отрезке 500 метров перед северным торцом «Царицыно».
С 12 ноября 2022 года по 10 мая 2023 года участок «Автозаводская» — «Орехово» Замоскворецкой линии был закрыт для постройки нового тоннеля от «Кантемировской» до «Царицыно».

### Взрыв на станции «Белорусская»
Взрыв на станции «Белорусская» случился 5 февраля 2001 года в 18:45. Бомба была заложена под мраморную скамью, расположенную на платформе.

### Теракт 2004 года
6 февраля 2004 года примерно в 8:32 в московском метро произошёл ещё один теракт. Взрыв прогремел на перегоне в поезде, отправившемся со станции «Автозаводская» в сторону станции «Павелецкая». Взрывное устройство мощностью от 2,9 до 6,6 кг в тротиловом эквиваленте привёл в действие террорист-смертник. В результате взрыва погиб 41 человек (не считая самого террориста), а около 250 получили ранения.

### Взрыв на выходе станции «Рижская»
31 августа 2004 года около 20:05 смертница совершила теракт у вестибюля станции «Рижская». Погибло 10 человек, включая саму террористку и её сообщника, а более 50 человек получили ранения различной степени тяжести. Кипкеев был дважды судимым главой «карачаевского джамаата»; по данным следствия, он был причастен и к подрывам автобусных остановок в Воронеже в июле 2004 года. Дела о взрывах на «Рижской», на перегоне «Автозаводская» — «Павелецкая» и в Воронеже позже были объединены в одно. Трое организаторов этих терактов были осуждены.

### Столкновение поездов в 2004 году
Ранним утром 29 ноября 2004 года на станции «Чертановская» произошло столкновение двух составов без пассажиров. Люди не пострадали, но были повреждены автосцепки и другие устройства у многих вагонов, четыре вагона были отправлены на ремонт. Причина аварии заключалась в неналаженности нового оборудования СЦБ на перегоне перед станцией.

### Авария энергосети 25 мая 2005 года
Московский метрополитен столкнулся с самым масштабным сбоем в работе за всю свою историю. 25 мая в 11:10 началось массовое отключение питающих центров «Мосэнерго», подающих напряжение в том числе и на линии Метрополитена. В результате из работы были исключены 52 из 170 станций Московского метро.
По данным Комитета по телекоммуникациям и СМИ города Москвы:

Движение частично отсутствовало на 3 линиях Московского метрополитена:
- Замоскворецкая от ст. «Красногвардейской» до ст. «Павелецкая», включая Большую Кольцевую линию
- Серпуховско-Тимирязевская от ст. «Серпуховской» до ст. «Бульвар Дм. Донского»
- Калужско-Рижская от ст. «Новоясеневская» до ст. «Проспект Мира»

Движение полностью отсутствовало на Люблинско-Дмитровской линии, а также на Бутовской линии лёгкого метро (На последней было восстановлено челночное движение, пассажиров перевозили только от «Улица Старокачаловская»).
В 11:40 началась эвакуация пассажиров из 27 поездов, находившихся в тоннелях. В 13:15 эвакуация пассажиров была завершена.

По другим данным, отключение энергоснабжения привело к остановке поездов на Замоскворецкой, Таганско-Краснопресненской, Калужско-Рижской, Серпуховско-Тимирязевской, Бутовской, Люблинской, Калининской и Каховской линиях. По этим данным, в тоннелях на разных линиях остановилось 43 состава, в которых находилось около 20 тыс. человек.
Паники удалось избежать, эвакуация пассажиров началась уже через 20—35 минут после аварии. Составы, находившиеся под уклоном, вернулись на станции, но большинство пассажиров всё же пришлось эвакуировать пешком. Полная эвакуация затянулась почти на два часа. Остановились эскалаторы.
На пересадочных станциях также часть поездов были возвращены. Например, на «Китай-Городе» работало только по одному эскалатору, вестибюль на Маросейку на выход, на Солянку — на вход. Свет на наклонах отсутствовал. После нормализации ситуации на соседних станциях, она была закрыта на вход и выход до конца дня.

### Разрушения тоннелей мелкого заложения в результате неосторожности рабочих при забивании свай
Начиная с 2000-х, в истории Московского метрополитена случались инциденты, связанные с разрушением тоннелей мелкого заложения метрополитена из-за неосторожности работников сторонних организаций, забивавших сваи под различные конструкции в зоне их пролегания.

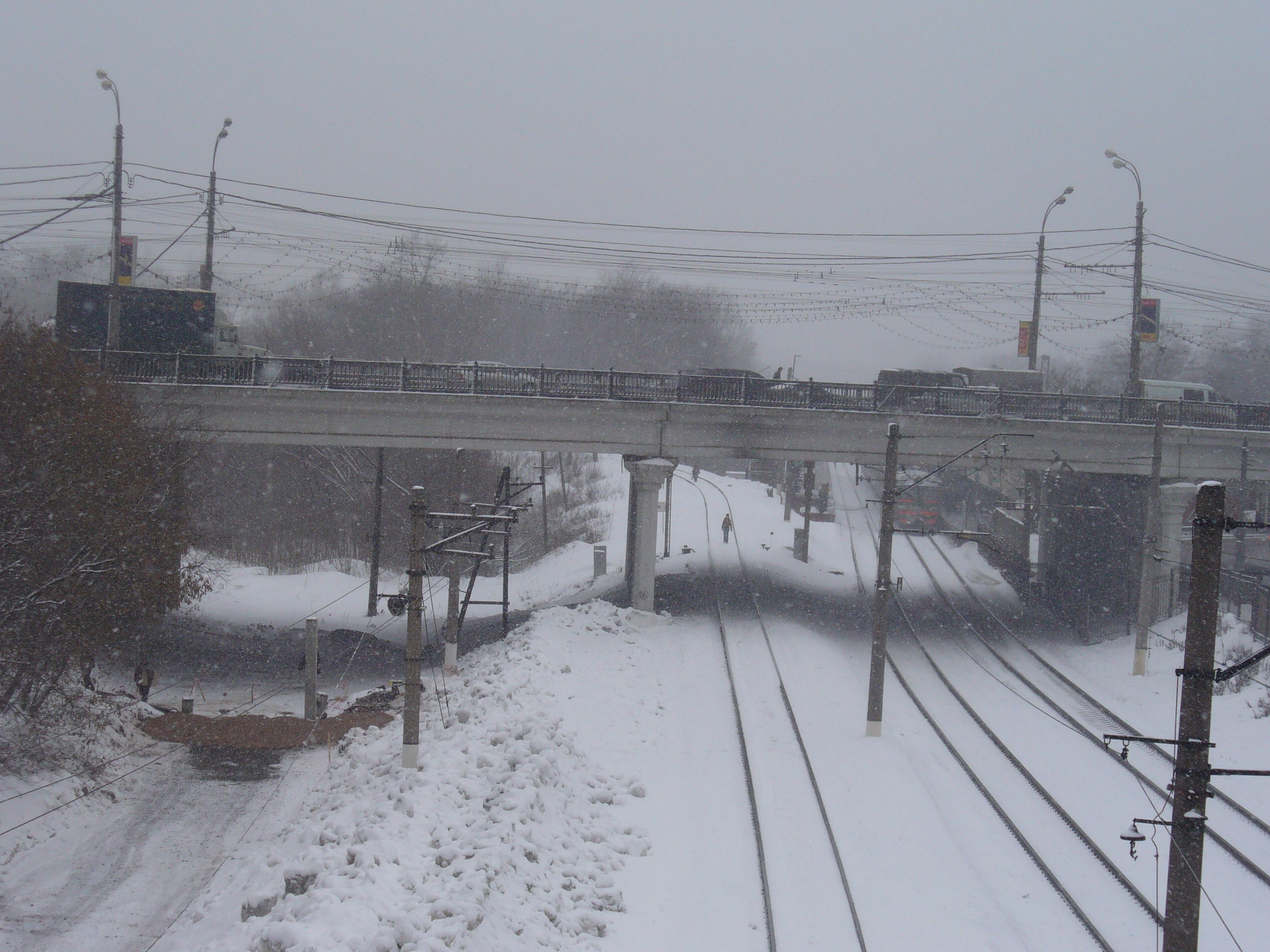
Место забивки свай в тоннель у Войковской на следующий день после аварии (2006)

- Место забивки свай в тоннель у Войковской на следующий день после аварии (2006)Первый такой инцидент произошёл в воскресенье 19 марта 2006 года в 14:37[43]. Поезд, отошедший от станции «Войковская» в направлении станции «Сокол», столкнулся с бетонной сваей, которая провалилась в тоннель прямо перед приближающимся составом. Машинист Андрей Ульянов заметил проваливающуюся через свод тоннеля сваю и применил экстренное торможение, однако избежать столкновения не удалось — головной вагон налетел на сваю и был сильно повреждён. Сваей повредило крышу вагона, после чего на передние вагоны рухнули куски бетонной облицовки тоннеля и ещё две сваи. Лишь по счастливой случайности никто не пострадал — в воскресный день вагоны были практически пусты.

Как оказалось, над тоннелем производилась забивка свай под крупный рекламный стенд. После того, как одна из свай провалилась под землю, рабочие отогнали технику от места проведения работ. По заявлению руководства метрополитена, никаких обращений от этой или другой организации за разрешением проводить работы над метротоннелем в данном месте не поступало. Однако проводившая работу фирма предъявила все необходимые документы, выданные владельцем земельного участка. Выяснилось, что из-за режима секретности на планах даже не указывалось, что под этим участком на небольшой глубине проходит линия метрополитена.

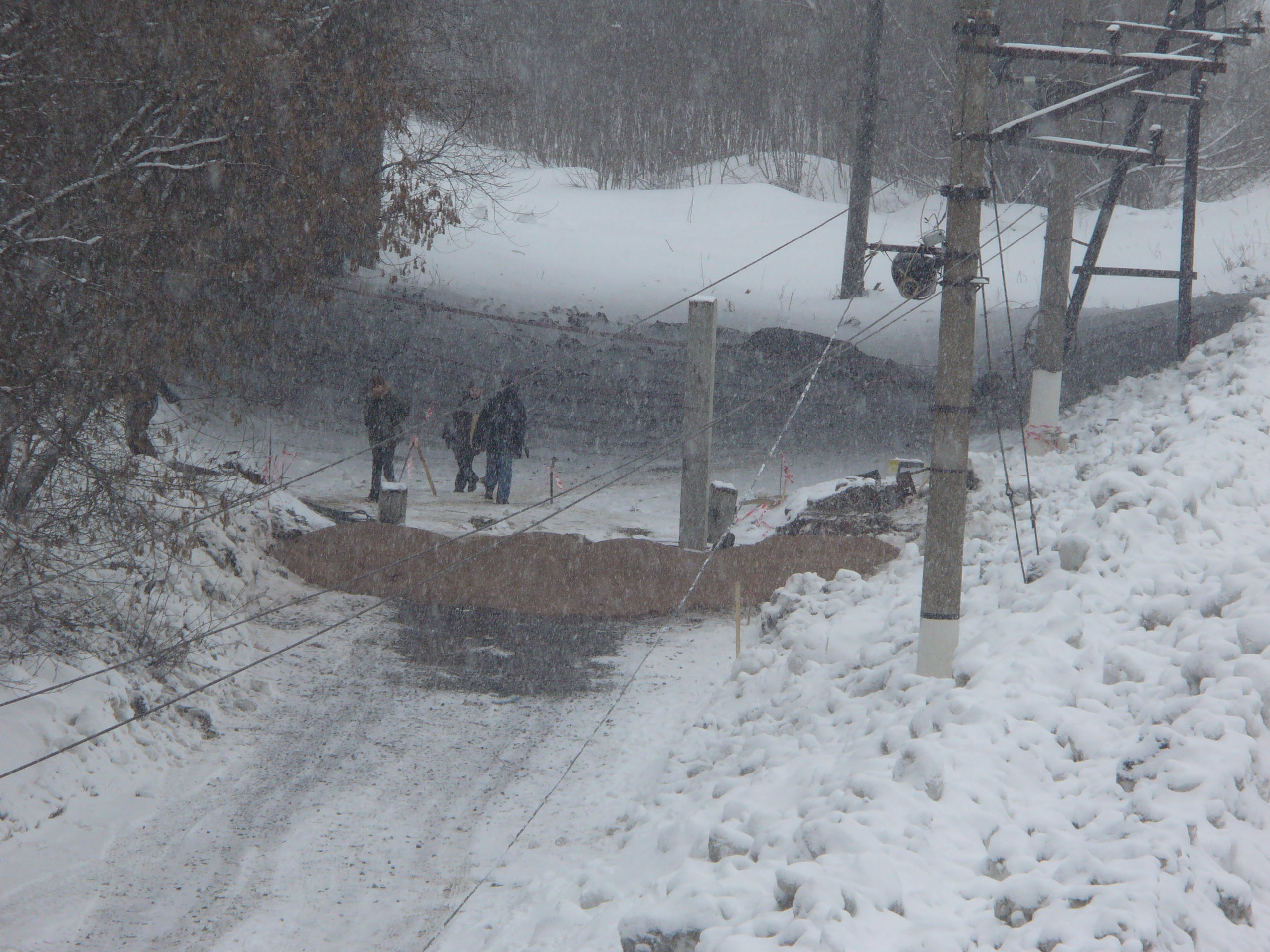
Место забивки свай в тоннель на следующий день после аварии (2006)

В результате аварии часть Замоскворецкой линии метро от станции «Сокол» до «Речного вокзала» была закрыта, для обеспечения перевозки пассажиров на линию от метро «Речной вокзал» до «Сокола» вышли дополнительно 89 автобусов и 16 троллейбусов. В дневное время также была отменена оплата проезда на маршрутах, следующих через метро «Сокол» по Ленинградскому проспекту.
Машинист попавшего в аварию состава, 25-летний Андрей Ульянов за самоотверженность и высокий профессионализм, проявленные при исполнении служебного долга, указом Президента Российской Федерации был награждён медалью ордена «За заслуги перед Отечеством» II степени. Специалисты, расследовавшие случай аварии, пришли к выводу, что реакция машиниста помогла избежать человеческих жертв — Ульянов своевременно заметил падающую сваю и организовал эвакуацию пассажиров.
- Ещё один случай произошёл 8 июля 2008 года. Из-за буровых работ была повреждена шахта метрополитена на Серпуховско-Тимирязевской линии между станциями «Южная» и «Чертановская». Рабочие случайно пробили шахту метро, после чего в отверстие стала поступать вода, но на движении поездов это не сказалось[47].
- 21 января 2014 года в 15:37 бетонная свая пробила тоннель Замоскворецкой линии на перегоне между станциями «Автозаводская» и «Коломенская». Картина происшествия была аналогична аварии, случившейся на той же линии 19 марта 2006. На станции Кожухово Малого кольца Московской железной дороги при проведении работ подрядной организацией ОАО «Трансэлектромонтаж» по установке фундамента для опоры контактной сети произошло повреждение тоннеля Московского метрополитена. В этот раз столкновения с поездами не произошло, пострадавших не было[48]. Из-за аварии движение поездов на южной части Замоскворецкой линии от станции «Автозаводская» до станции «Орехово» было перекрыто, на линию вышли 80 автобусов. Движение было восстановлено к 20:00[49].

### Сход с рельсов поезда между станциями «Владыкино» и «Отрадное»
25 июня 2008 года в 16:59, отъехавший от станции «Владыкино» поезд начал набирать скорость. На расстоянии 800 м от станции «Владыкино» из-за скола головки рельса последние 4 вагона поезда сошли с рельсов. Было снято напряжение с линии, и около 800 человек было эвакуировано из тоннелей. Из них 8 обратились за медицинской помощью, 1 женщина была госпитализирована с гипертоническим кризом. Погибших нет. Как отметили врачи, все обращения были связаны не с самим чрезвычайным происшествием, а с обострением хронических заболеваний — вероятно, из-за стресса от неожиданной ситуации. Движение на линии полностью восстановлено к утру 26 июня. На время ликвидации последствий от Савёловского вокзала до станции метро «Тимирязевская» курсировало около 200 автобусов. На дорогах из центра в сторону Алтуфьево образовались пробки.

### Задымление тоннеля (2010 год)
27 марта 2010 года из-за неисправности электрооборудования головного вагона поезда произошло задымление во время перегона. Пассажиры двух поездов были вынуждены провести в задымлённом тоннеле около 40 минут.

### Теракты 29 марта 2010 года
29 марта 2010 года в 7:56 произошёл взрыв на станции метро «Лубянка» Сокольнической линии. Сдетонировало взрывное устройство во втором вагоне.
Второй взрыв произошёл на станции метро «Парк культуры» Сокольнической линии в 8:39, в третьем вагоне поезда, следовавшего в сторону станции «Улица Подбельского» (ныне «Бульвар Рокоссовского»). Погибло 13 человек и ещё 12 было ранено. По предварительным данным, взрывы произвели террористки-смертницы, приехавшие в Москву на междугороднем автобусе; мощность зарядов составила 1,5 и 3 кг соответственно в тротиловом эквиваленте.
В результате террористической атаки общее число жертв составило 41 человек, раненых — 88 человек, 73 человека были госпитализированы с травмами различной степени тяжести.
Через несколько дней после теракта Федеральный оперативный штаб Национального антитеррористического комитета сообщил, что смертницей, которая привела в действие взрывное устройство на станции «Парк культуры», была Дженнет Абдурахманова (Абдулаева) 1992 года рождения. По оперативным сводкам она проходила как жена лидера бандитского подполья Умалата Магомедова по кличке Аль-Бара, уничтоженного 31 декабря 2009 года в Хасавюрте. 6 апреля 2010 года этот же источник назвал имя и второй террористки-смертницы, совершившей взрыв на станции метро «Лубянка», — Мариам Шарипова, которая, по имевшимся данным, являлась женой действующего бандглаваря Магомедали Вагабова.

### Пожар между станциями «Орехово» и «Царицыно»
26 октября 2011 года в 10:29 в тоннеле между станциями «Орехово» и «Царицыно» произошёл пожар. В 11:27 возгорание ликвидировано, пострадавших нет. Между станциями «Каширская» и «Красногвардейская» на это время было приостановлено движение.

### Возгорания кабелей (2012 год)
В январе 2012 года в результате возгорания кабеля произошло задымление в тоннеле и движение было остановлено на 2 часа. В апреле того же года под одним из вагонов загорелся кабель, что привело к задымлению станции.

### Авария эскалатора на станции «Комсомольская» Кольцевой линии
15 апреля 2012 года в вестибюле станции «Комсомольская» резко остановился, а потом резко ускорился эскалатор, в результате пострадало 10 человек, шесть из них были госпитализированы. Причиной сбоя стало отсутствие зубчатой соединительной муфты, которую техники забыли установить во время ремонта соседнего в наклонном ходе эскалатора. В метрополитене была произведена кадровая перестановка: начальник эскалаторной службы Александр Икенькин понижен в должности и назначен на пост заместителя начальника эскалаторной службы по реконструкции. Уволены начальник отдела техконтроля и один из мастеров. Ещё пяти сотрудникам объявлен выговор.

### Пожар между станциями «Выхино» и «Рязанский проспект»
5 мая 2013 года в 8:07 на Таганско-Краснопресненской линии на перегоне между станциями «Выхино» и «Рязанский проспект» произошло замыкание и возгорание контактного рельса. Пострадали три человека, около 300 были эвакуированы. Прокуратура Московского метрополитена организовала проверку соблюдения законодательства о транспортной безопасности. Заместителю начальника службы тоннельных сооружений метрополитена был объявлен выговор.

### Возгорания в тоннеляхСокольнической линии
Пожар в тоннеле между станциями «Охотный Ряд» и «Библиотека имени Ленина» произошёл в 8:17 5 июня 2013 года. После короткого замыкания загорелся силовой кабель. В 9:04 возгорание было ликвидировано. Из Московского метрополитена были эвакуированы до 5 тыс. пассажиров. Пострадали более 80 человек, 27 из них были госпитализированы. Центральный участок Сокольнической линии был закрыт до устранения последствий ЧП. В 12:37 на Сокольнической линии метрополитена в результате короткого замыкания движение поездов остановлено от станции метро «Парк культуры» до станции метро «Комсомольская». К 14:00 движение на Сокольнической линии было полностью восстановлено.

### Авария наСерпуховско-Тимирязевской линии
11 июня 2013 года в 8:57 на перегоне между станциями метро «Серпуховская» и «Тульская» произошло аварийное отключение участка. В результате было прекращено движение поездов от станции «Боровицкая» до «Нагорной». Два состава, в которых находились около 900 пассажиров, простояли в тоннеле почти 50 минут. 14 человек обратились за медицинской помощью, девять из них были госпитализированы. Причиной ЧП стал дефект нового вагона 2013 года сборки. ОАО «Метровагонмаш», по вине которого произошёл сбой, выплатило метрополитену компенсацию в размере 6 млн рублей.

### Затопление участков водой из бывших Косинских болот
В 2013 году при строительстве перегонных тоннелей Таганско-Краснопресненской линии произошла разгерметизация участка построенных тоннелей и затопление этих участков. Описанная в статье В. А. Гарбера ситуация произошла при сбойке тоннелей на перегоне «Выхино» — «Лермонтовский проспект» Таганско-Краснопресненской линии. В результате разгерметизации в тоннели хлынула вода из пласта бывших Косинских болот, а само происшествие сорвало сроки открытия участка «Выхино» — «Жулебино» на два с лишним месяца. Аналогичный инцидент произошёл в сентябре 2018 года в камере съезда станции метро «Косино» через несколько дней после технического пуска первого участка Некрасовской линии, где также произошёл прорыв тех же водоносных пластов, однако срыв сроков открытия составил чуть меньше 9 месяцев.

### Катастрофа на перегоне между станциями «Парк Победы» и «Славянский бульвар»
Утром 15 июля 2014 года, около 8:39 произошёл сход с рельсов состава типа 81-740/741.4 (Русич), следовавшего по Арбатско-Покровской линии от станции «Парк Победы» до станции «Славянский бульвар». Авария произошла в камере съездов за станцией «Парк Победы» (за два дня до этого в этой камере съездов была смонтирована стрелка служебной соединительной ветви между Арбатско-Покровской линией и строящейся Солнцевской). Пострадало более 200 человек, в том числе 50 человек — тяжёло. Погибло 24 человека. Скорость состава непосредственно перед катастрофой достигала 70 км/ч. Среди ранних версий аварии называлось резкое экстренное торможение из-за ложного срабатывания сигнализации, затем — повреждение узла крепления колёсной тележки с вагоном (вследствие скрытого дефекта или по другой причине), неисправность вагона или проседание полотна. Самая крупная авария в истории московского метро.
16 июля были задержаны двое подозреваемых — старший дорожный мастер службы пути Валерий Башкатов и его помощник Юрий Гордов, имевшие отношение к работам по укладке стрелочного перевода. По данным следователей, стрелочный механизм был зафиксирован ненадлежащим образом, что и привело к катастрофе.
8 июля 2015 года Дорогомиловский суд Москвы начал рассмотрение дела по обвинению в катастрофе Трофимова, Башкатова, Гордова и Круглова. 8 ноября 2015 года суд вынес приговор, признав всех виновными и назначив наказание Гордову в 6 лет колонии, Башкатову, Трофимову и Круглову — 5,5 лет и взыскав с обвиняемых в общей сложности 15 млн рублей в пользу потерпевших.

### Возгорание релейного помещения на станции «Новые Черёмушки»
7 марта 2016 года примерно в 14:00 произошёл пожар в северном вестибюле станции «Новые Черёмушки». По официальным данным, причиной аварии стало возгорание релейного помещения, в результате чего на южном радиусе Калужско-Рижской линии отказало сигнальное оборудование. Официально ограничения работы были установлены до 1:00 12 марта: на участке «Октябрьская» — «Тёплый стан» было ограничено движение поездов, а на участке «Тёплый стан» — «Новоясеневская» запрещена посадка и высадка пассажиров в сторону центра. Также с 7:00 до 10:30 и c 16:00 до 21:00 временно закрыты станции «Шаболовская» и «Академическая». Фактически ограничения были отменены утром 11 марта, кроме станции «Новые Черёмушки», на которой ремонт южного вестибюля продлён до 5:30 14 марта. Так как Департамент транспорта и развития дорожно-транспортной инфраструктуры Москвы наложил запрет на освещение и расследование СМИ возможных причин ЧП, об оперативных изменениях ограничений сообщалось через официальные сообщества Дептранса и Московского метрополитена в социальных сетях и сервисе Twitter.

### Возгорание на станции «Выхино»
8 июля 2016 года в 5:22 в одном из административных помещений станции «Выхино» произошёл пожар, из-за чего на участке Таганско-Краснопресненской линии было приостановлено движение поездов. В одном из административных помещений станции происходило горение восьми погонных метров кабеля высокого напряжения. Сведений о пострадавших не поступало, возгорание было локализовано в 6:07 и ликвидировано в 6:17. Движение поездов по Таганско-Краснопресненской линии осуществлялось от станции «Текстильщики» до станции «Планерная» в обоих направлениях. Компенсационные автобусы «М» от станции «Котельники» до станции «Текстильщики» были организованы уже к открытию станций метро — к 5:30. В 8:21 было подано напряжение на участке от станции «Выхино» до станции «Текстильщики», с 8:57 движение по всей Таганско-Краснопресненской линии (от станции «Котельники» до станции «Планерная») было восстановлено и стало осуществляться с увеличенными шестиминутными интервалами. Компенсационный маршрут автобуса «М» продолжал работу до полного восстановления графика движения поездов. Движение на Таганско-Краснопресненской линии было восстановлено в полном объёме до окончания дня.

### Авария на Солнцевской и Большой кольцевой линиях метро
21 мая 2019 года в 18:40 сразу три поезда остановились в тоннеле на Большой кольцевой линии московского метро. Сбой произошел между станциями Шелепиха и Хорошёвская. В течение следующих нескольких часов происходила эвакуация более чем 1000 пассажиров. Пострадавших в данной аварии нет.

### Столкновение поездов в 2019 году
30 июля 2019 года на уклоне станции «Каширская» при следовании в оборотный тупик произошло столкновение двух поездов. Авария произошла в результате самопроизвольного отпуска тормозов неисправного состава. При этом повреждены автосцепки обоих составов, а машинист аварийного состава получил некоторые ушибы рёбер. Из-за произошедшего ЧП было принято решение организовать временное движение между станциями «Каширская» и «Варшавская» по челночной схеме до полного устранения последствий аварии.
Эта авария послужила причиной досрочного прекращения эксплуатации поездов «Яуза» на Московском метрополитене. Причем из эксплуатации были выведены обе эксплуатируемые на тот момент модификации поездов «Яуза»: 81-720/721 — это поезда, которые непосредственно оказались участниками столкновения; и более новые, с асинхронными тяговыми двигателями, 81-720.1/721.1.

### Провал грунта во время пусконаладочных работ
24 декабря 2020 года во время пусконаладочных работ на перегоне Хорошёвская — Народное Ополчение Большой Кольцевой линии произошёл провал грунта с разрушением стены тоннеля. Это происшествие послужило причиной срыва сроков открытия участка Хорошёвская — Мнёвники минимум на 3 месяца.

### ЗатоплениеФилёвской линии,МЦКиМЦДиз-за бури 28 июня 2021 года
28 июня 2021 года из-за сильной бури в Москве были затоплены многие улицы, а также наземные участки Филёвской линии, станция Ясенево, а также другие станции метро, и станции Московского центрального кольца и Московских центральных диаметров. Пострадавших нет.

### Задымление на станции Проспект Вернадского 6 сентября 2021 года
6 сентября на станции метро «Проспект Вернадского» Сокольнической линии из-за замыкания подвагонного оборудования в головном вагоне типа Русич произошло задымление. Пострадавших нет. До 7 сентября поезда проезжали станцию без остановки.

### Сбои на Арбатско-Покровской, Филёвской и Люблинско-Дмитровской линиях 6 сентября 2022 года
6 сентября на Арбатско-Покровской, Филёвской и Люблинско-Дмитровской линиях произошёл сбой в системах энергоснабжения, из-за чего поезда следовали по укороченным маршрутам и с увеличенными интервалами. К середине дня движение было восстановлено.

### Столкновение поездов на Люблинско-Дмитровской линии 11 октября 2023 года
11 октября в 10:22 на станции «Печатники» Люблинско-Дмитровской линии состав 81-720.1/721.1 «Яуза» произвёл накат на стоящий состав на станции. В результате столкновения пострадали 5 человек, один из которых — машинист. Движение было остановлено на участке «Дубровка» — «Люблино» на 6 часов. В 16:02 движение было восстановлено.